# بيت جهلان (الحيمة الداخلية)

تعديل مصدري - تعديل

بيت جهلان هي إحدى قرى عزلة بني مهلهل بمديرية الحيمة الداخلية التابعة لمحافظة صنعاء، بلغ تعداد سكانها 117 نسمة حسب تعداد اليمن لعام 2004.